# Mackintosh (Regenmantel)

Unternehmenslogo der Mackintosh Ltd.

Ein Mackintosh oder seltener Macintosh, abgekürzt als Mack oder Mac, ist ein gummierter und damit wasserdichter Regenmantel, der mit Großbritannien assoziiert wird. 
Die Begriffe beziehen sich sowohl auf die Produkte der geschützten Modemarke Mackintosh, deren Geschichte bis in das Jahr 1823 zurückgeht und die sich seit 2007 im Besitz eines japanischen Textilkonzerns befindet, als auch auf den generalisierten Markennamen, mit dem allgemein gummierte Regenmäntel verschiedener Hersteller gemeint sind.

## Markengeschichte

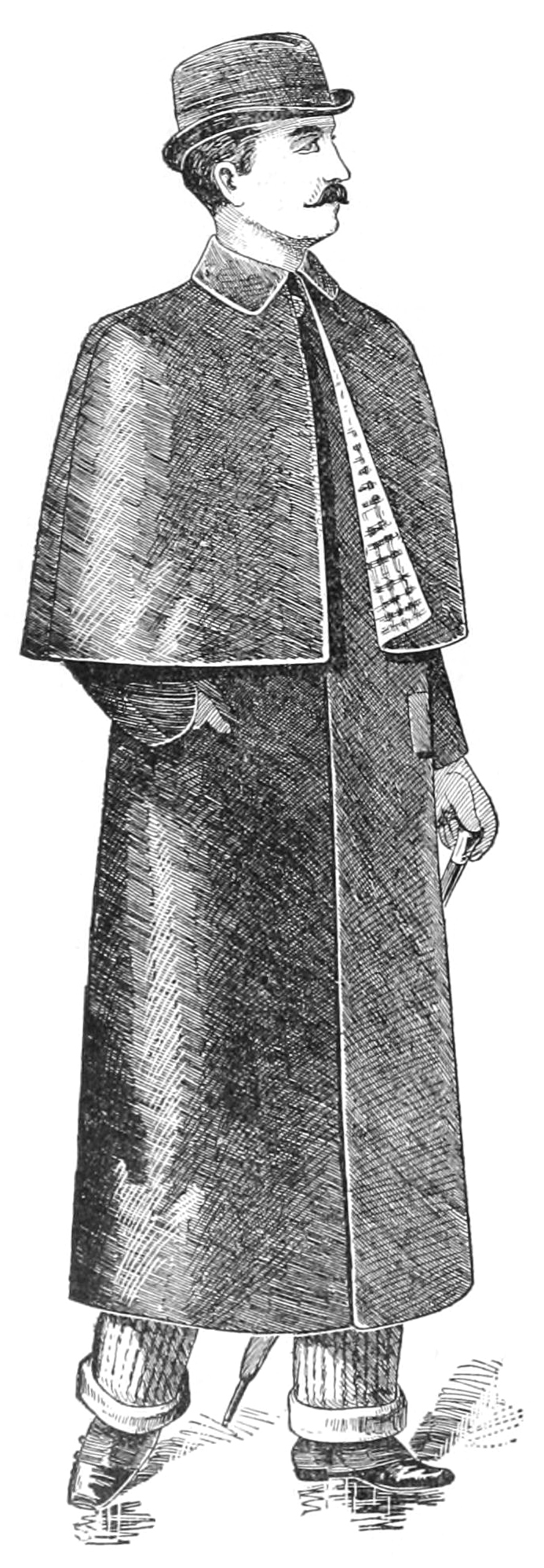
Der Mackintosh-Regenmantel in einem Katalog aus dem Jahr 1893

Im Jahr 1823 patentierte der schottische Chemiker und Erfinder Charles Macintosh (1766–1843) einen wasserdichten Baumwollstoff, den er mit in Gummi löslicher Textilfarbe wasserdicht imprägniert hatte, und ließ in Glasgow von Schneidern und Textilherstellern daraus Regenbekleidung fertigen. Sein Unternehmen nannte er Charles Macintosh and Co. Die ursprüngliche Idee zu der in Gummi löslichen Textilfarbe hatte Landsmann James Syme (1799–1870) einige Jahre zuvor gehabt. Macintosh kaufte Syme das Patent ab und entwickelte die Idee in Bezug auf Regenbekleidung weiter. 
Im Jahr 1830 fusionierte das Unternehmen Macintosh mit der Firma des englischen Unternehmers und Erfinders Thomas Hancock (1786–1865), der bereits ab 1819 mit Gummi und Kautschuk experimentiert hatte. 1838 wurde der Firmensitz der Charles Macintosh India Rubber Company nach Manchester verlegt. Hancock optimierte die Gummi-Beschichtung durch ein 1843 zum Patent angemeldetes Vulkanisationsverfahren. Anfängliche Schwierigkeiten mit der Gummierung wie Geruchsintensität, Steifheit und schlechte Waschbarkeit in heißem Wasser wurden damit überwunden. Die echten Mackintosh wurden komplett handgefertigt und verfügten über geklebte statt genähte Säume.
Das Unternehmen expandierte und belieferte bald auch offizielle Stellen wie die britische Polizei und während der beiden Weltkriege die Streitkräfte des Vereinigten Königreichs mit Regenbekleidung. Im Laufe der Zeit wurde die Schreibweise mit einem zusätzlichen „k“ üblicher, sodass heute der Markenname Mackintosh weltweit bekannt ist. Auch wird die Bezeichnung im allgemeinen Sprachgebrauch oft für alle Arten von Regenmänteln verwendet. Die Beatles erwähnen einen Mac im Lied Penny Lane.
1929 übernahm Dunlop Rubber das Unternehmen Mackintosh, welches in dieser Form bis Ende der 1950er Jahre bestand. Einer der Zulieferer des Unternehmens, die 1895 in England gegründete Talworth Ltd., fertigte bis 1963 Mackintosh-Bekleidung in Manchester und verlegte danach den Firmensitz nach Schottland. 1974 nannte sich Talworth um in Traditional Weatherwear Ltd., welche über den Markennamen Mackintosh und die Patente aus dem 19. Jahrhundert verfügte.
Mit der Verbreitung von preisgünstigem PVC als Textil geriet das Unternehmen spätestens ab den 1980er Jahren in eine Krise. In den 1970er Jahren hatte das Hauptgeschäft noch aus regenfesten Uniformen für British Rail und den Metropolitan Police Service bestanden. In den 1990ern drohte der Verkauf der Mackintosh-Fabrik in Cumbernauld.
Im Jahr 2000 übernahm Daniel Dunko, seit 1983 Mackintosh-Mitarbeiter am Standort in Schottland und ab 1995 Verkaufsdirektor, das Unternehmen und wurde Geschäftsführer. Dunko gab den Unternehmensnamen Traditional Weatherwear auf und benannte das Unternehmen in Mackintosh Ltd. um. Auf seine Initiative hin belieferte die Firma Mackintosh ab Mitte der 1990er Jahre andere international bekannte Unternehmen mit dem gummierten Baumwollstoff oder mit Regenbekleidung, die dann im hochpreisigen Sortiment von beispielsweise Gucci, Prada, Balenciaga, Dior, Yves Saint Laurent, Hermès, Louis Vuitton oder Comme des Garçons verkauft wurden. 65 % der hergestellten Ware ging in diesen Zeiten als Zulieferer an andere Firmen, während 35 % für die eigene Marke Mackintosh verwendet wurden. Auch die Damenmode nahm Dunko stärker als bisher ins Visier. Anfang der 2000er Jahre betrug der Jahresumsatz ca. 5 Millionen britische Pfund.

## Mackintosh heute

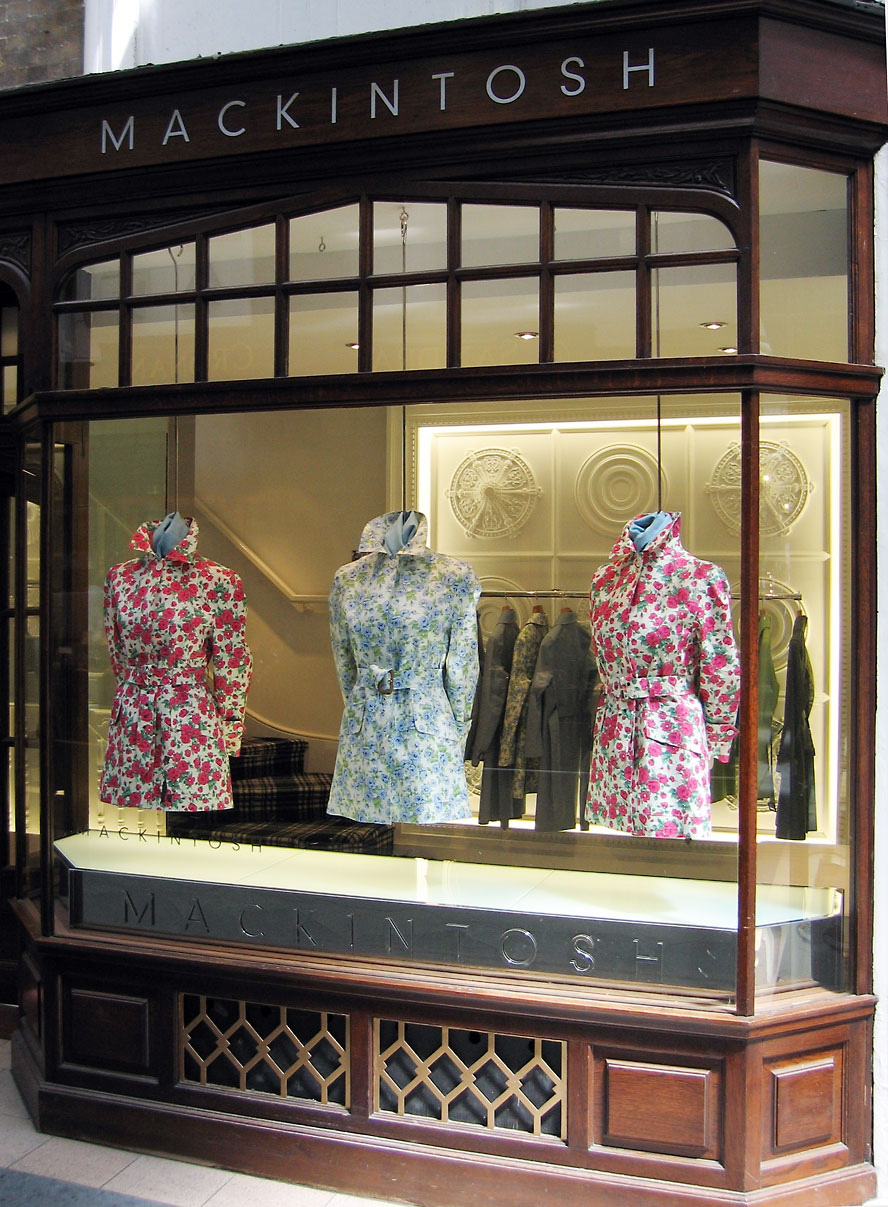
Der Mackintosh-Shop in der Burlington Arcade im Londoner Stadtteil Mayfair

2007 wurde die Mackintosh Ltd. von dem Handelsunternehmen Yagi Tsusho Ltd. aus Osaka aufgekauft, das in Japan unter anderem die Modemarken Barbour, Moncler und Woolrich, Inc. vertreibt. Anfang der 2010er Jahre bestanden zwei Mackintosh-Produktionsstätten in Cumbernauld und in Lancashire, wo etwa 120 Mitarbeiter jährlich 12.500 handgefertigte Mackintoshs herstellten. Im Januar 2011 wurde eine elegante Mackintosh-Boutique im Londoner Stadtteil Mayfair eröffnet. 2012 wurde ein Flagshipstore in Aoyama in Tokio eingeweiht. Neben der Hauptlinie besteht exklusiv für den japanischen Markt die Zweitlinie Mackintosh Philosophy. Das bekannteste Modell der Mackintosh-Mäntel ist der Duncan im Schnitt eines Trenchcoats. Konkurrenzunternehmen sind unter anderem Burberry, Aquascutum und Pringle of Scotland.